# اسپنیش اسپرینگز (نوادا)
اسپنیش اسپرینگ، نوادا (به انگلیسی: Spanish Springs, Nevada) یک سکونتگاه مسکونی در ایالات متحده آمریکا است که در نوادا واقع شده‌است.

## خصوصیات
اسپنیش اسپرینگ ۱۴۵٫۰ کیلومترمربع مساحت و ۱۵٬۰۶۴ نفر جمعیت دارد و ۱٬۳۷۷ متر بالاتر از سطح دریا واقع شده‌است.